# Mont Saint-Jean (Meurthe-et-Moselle)
Pour les articles homonymes, voir Mont-Saint-Jean.
Le mont Saint-Jean est une colline du département de Meurthe-et-Moselle.

## Géographie

### Topographie
Le mont Saint-Jean a une altitude maximum de 404 mètres. Il se situe sur les communes de Moivrons, où se trouve son point culminant, de Jeandelaincourt et de Sivry.

### Géologie
Le sous-sol de la colline est essentiellement constitué de roches calcaires et d'argiles, utilisées de 1893 à 1980 pour la confection des « fameuses » tuiles de Jeandelaincourt.

### Faune et flore
La pelouse calcaire, qui occupe la majeure partie du site, possède une flore sauvage diversifiée. Certaines espèces sont même rares, comme l'orchidée Épipactis de Müller. La juxtaposition de milieux ouverts et de groupements arbustifs permet la présence de nombreux oiseaux et insectes. Les galeries constituent un milieu souterrain propice à l’hibernation des chauves-souris.

## Histoire
Le mont Saint-Jean possède d’anciennes sapes militaires de la Première Guerre mondiale creusées dans le karst.

## Randonnée
Un sentier de randonnée de 5 kilomètres permet de découvrir le site dans son ensemble et offre une vue sur les villages alentour et la campagne en contrebas.

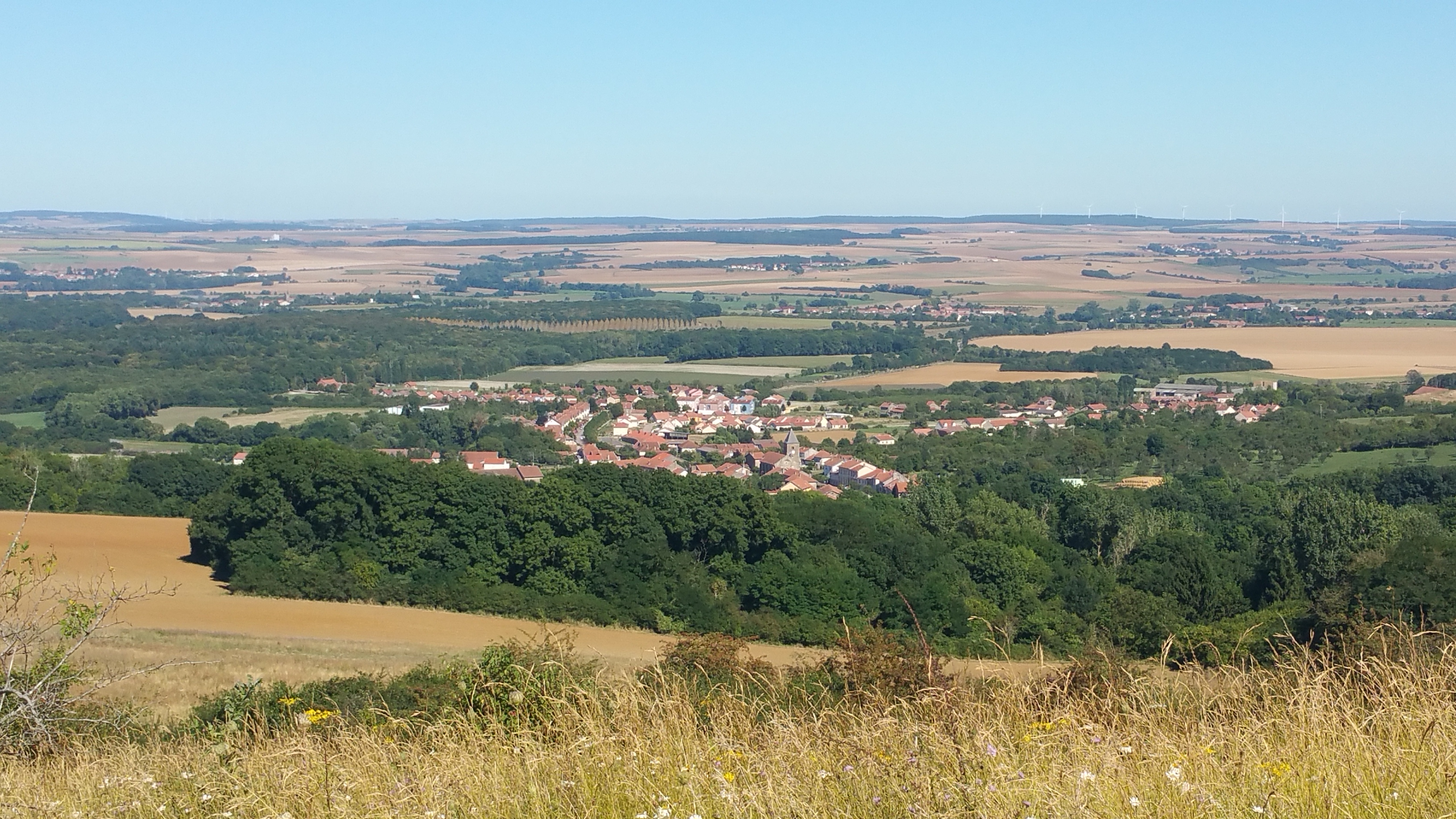
Vue de Jeandelaincourt depuis le mont Saint-Jean.
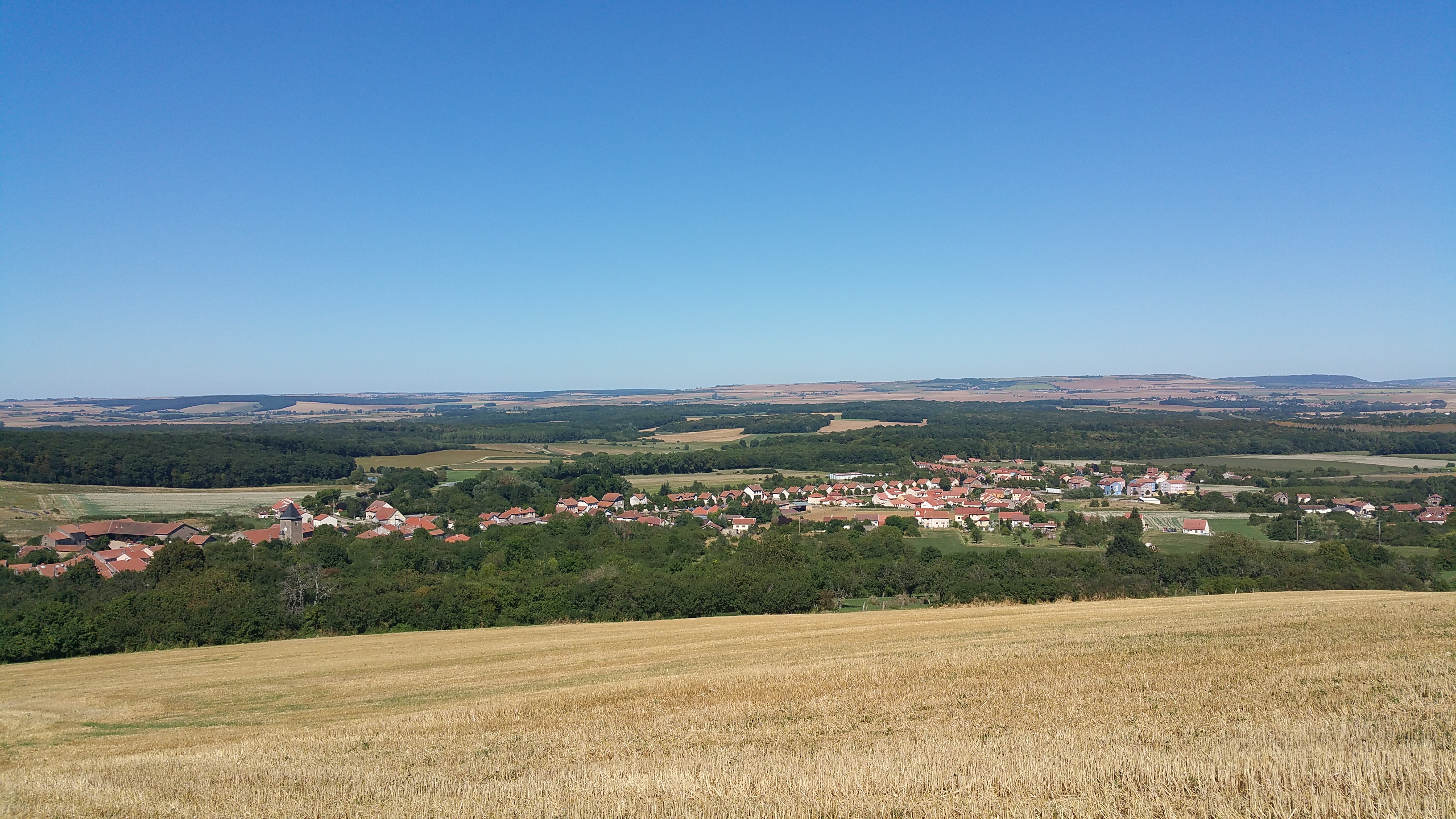
Autre vue de Jeandelaincourt depuis les hauteurs du mont Saint-Jean.
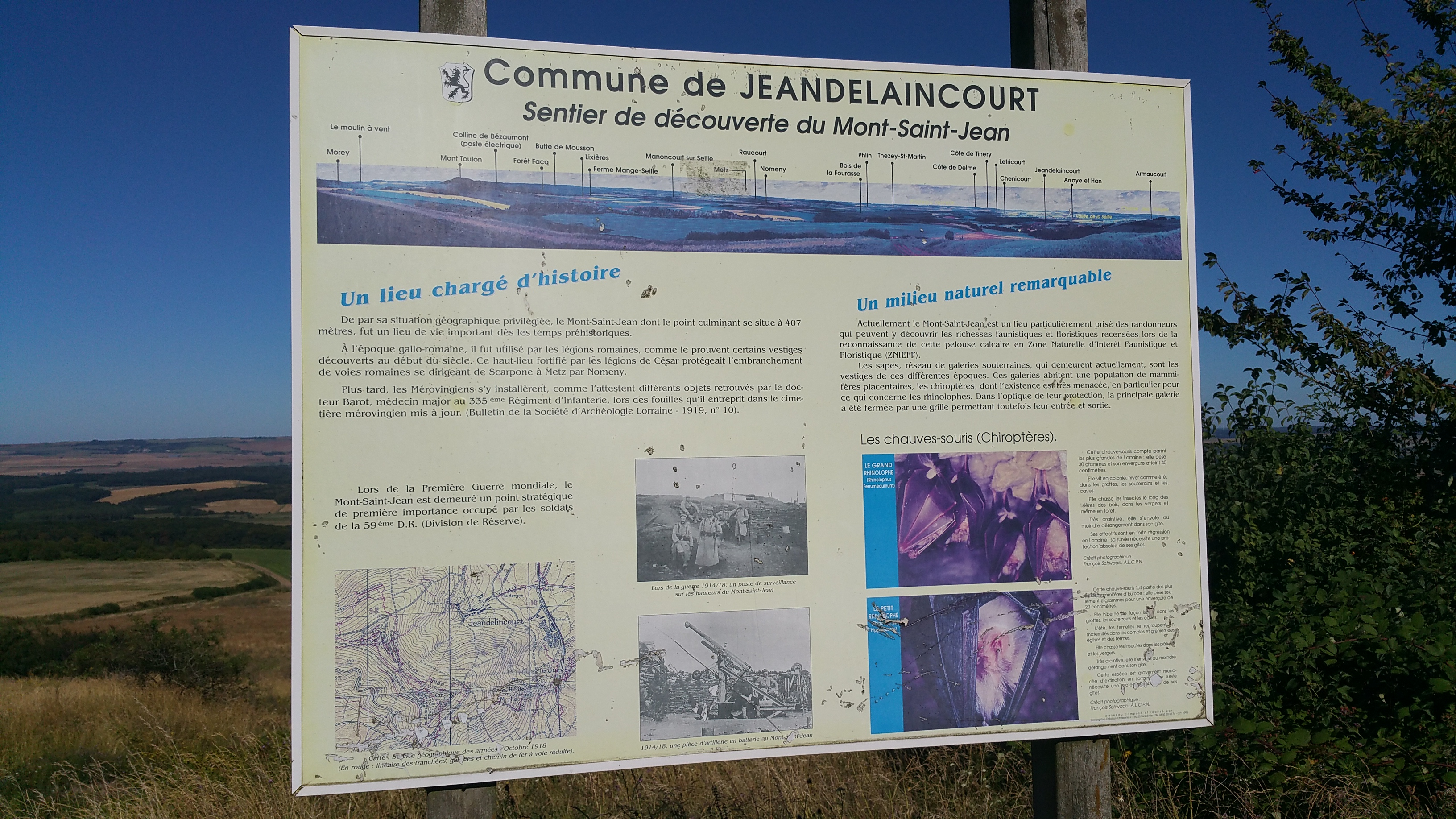
Panneau sentier de découverte du mont Saint-Jean.